# AU Optronics

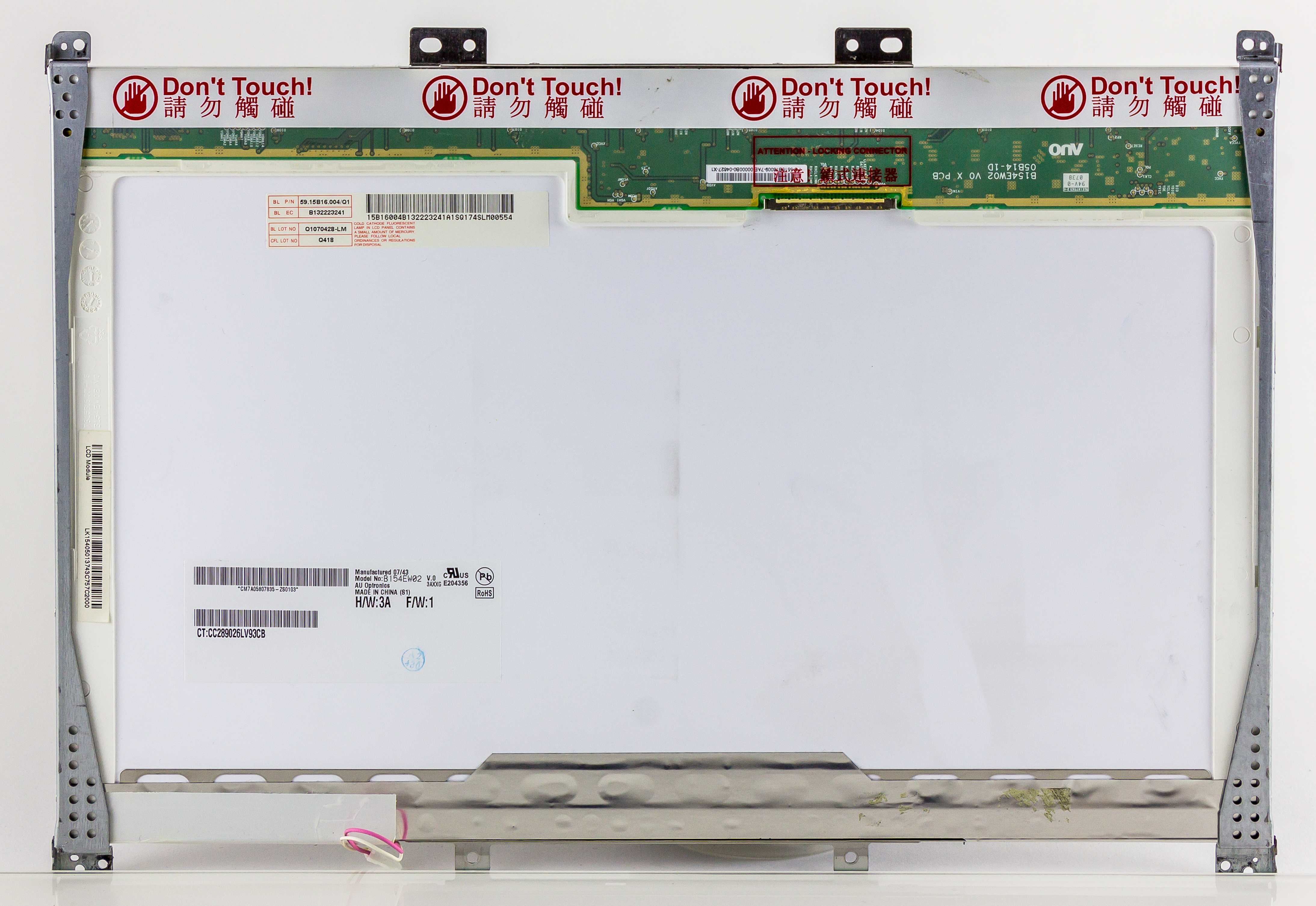
AU Optronics B154EW02

AUO Corporation（中: 友達光電股份有限公司、AUO）は、BenQグループの液晶パネル製造会社。本社は台湾・新竹市新竹サイエンスパーク。

## 概要
明基電通（BenQ）とともに明基友達集団（BenQグループ）の中核会社であり、2019年現在で40,000人の社員を抱える。
かつて奇美電子（Chimei、2010年にInnoluxに買収）、廣輝電子（Quanta Display、2006年にAUOに買収）、中華映管（CPT、2019年に破綻）、瀚宇彩晶（HannStar）とともに「面板五虎」と呼ばれ、1990年代後半まで日本勢が独占していた液晶のシェアを韓国勢（サムスンとLG）に続いて上回った台湾液晶産業の雄である。
液晶（LCD）パネルについては、2001年に日本のシャープ（2001年度に世界4位）・日立（5位）・NEC（6位以下の「その他」、2000年度は世界6位）・ディスプレイテクノロジー株式会社（6位以下の「その他」、2000年度は世界4位）・その他の日本メーカーを抜いて世界3位の液晶会社となった。2001年から2008年までサムスンとLGに次ぐ世界3位をキープしていたが、2009年に同じ台湾の群創光電にシェアが抜かれて4位になった。2010年代後半より天馬やBOEなど中国勢の液晶シェアが拡大しているが、AUOは依然として液晶大手メーカーの一つであり、テレビなどのモニター向けと車載向けを中心に、4K・UHDなどに強みを持つ。
2019年現在のLCDパネルのシェアはBOE（18%）、LGエレクトロニクス（17%）・群創光電（14%）・サムスン電子（12%）に次ぐ世界第5位（11%）。
ソーラーパネルの流通ネットワークは、25以上もの異なる国々で 96以上の販売業者と卸業者を抱えている。
2010年代後半より各社が生産している有機EL（OLED）パネルについては、製造能力はあるものの大規模投資からは距離を置いており、2013年よりスマートウォッチやVR（台湾HTC社のVIVE）向けを少量生産している。しかし2019年現在、液晶の値崩れに伴って業績が悪化しており、次世代ディスプレイの投資で出遅れたAUOは現行世代のOLED製造方式である蒸着方式（第6世代）をスキップし、次世代のOLED製造方式であるインクジェット印刷方式（第4.5世代）の製造装置（東京エレクトロン製）を2019年に導入。同時にOLEDの対抗馬となるミニLEDの研究を進めている。

## 沿革
エイサー社傘下で達碁科技（Acer Display Technology）が1996年8月に設立された。これがAUOの前身企業となる。
2000年9月に台湾証券取引所に上場。2001年に聯友光電（Unipac Optoelectronics）と合併し、合併後の名称を友達光電（AU Optronics）とした。
2003年に富士通ディスプレイテクノロジーズ株式会社（2005年にシャープに譲渡）に資本参加。
2006年にクアンタ傘下の広輝電子（Quanta Display）を買収し規模を拡大。

## 主な生産工場
- 桃園華亜科学園区工場 （台湾桃園市亀山区華亜）第3.5世代、第5世代
- 龍潭渇望園区工場 （台湾桃園市龍潭区渇望）第4世代、第5世代
- 龍潭科技園区工場 （台湾桃園龍潭区龍科）第6世代
- 新竹科学工業園区工場 （台湾新竹市）第3.5世代
- 中部科学工業園区工場 （台湾台中市后里区）第5世代、第6世代、第7.5世代、第8、第8.5世代